# (66671) Sfasu
(66671) Sfasu (1999 TJ17) – planetoida z pasa głównego asteroid okrążająca Słońce w ciągu 3,68 lat w średniej odległości 2,38 j.a. Odkryta 15 października 1999 roku.